# Conrad Seidelin
Jens Conrad Seidelin (født 7. juni 1809 i København, død 14. februar 1878 i Dunedin, New Zealand) var en dansk arkitekt og byplanlægger, der primært huskes for sin plan for udvidelse af København på voldterrænet, som han forudsatte sløjfet og bebygget. Han var halvbroder til Bernhard Seidelin.
Conrad Seidelins forældre var læge, senere over- og distriktslæge Johannes Henrik Seidelin (1786-1855) og Frederikke Henriette Lassen. Han blev murersvend, gik på Kunstakademiet i København under C.F. Hansen og G.F. Hetsch og avancerede fra bygningsskolen til medaljeskolen januar 1832. Han vandt den lille sølvmedalje 1832 (for Et Domhus). 
Seidelin var bygmester i Christiania (Oslo) 1836-51, men kom ud i økonomiske problemer på grund af sin satsning på det nye byggemateriale cement, tog dernæst til København og fik borgerskab som murermester her den 3. maj 1851. Han udstillede på Charlottenborg Forårsudstilling 1833 og 1857. Rejser bragte ham til Berlin i 1830'erne, Kristiania 1835-52, København 1852-71, Tasmanien 1871 og endelig New Zealand 1873-78. 
Seidelin er primært kendt for sit – med vor tids øjne – brutale forslag til total nedlæggelse og bebyggelse af Københavns volde, der skulle skaffe areal til hovedstadens ekspansion. Han fik imidlertid Fortjenstmedaljen af guld 1857 for sin plan til Københavns udvidelse. 
Seidelin blev gift 22. december 1835 i Roskilde med Sophie Emilie Hartmann (4. juni 1813 sammesteds – 15. juni 1860 i København), datter af kantor, organist Johan Ernst Hartmann og Ebbine Frideriche Bruun. Han er begravet i New Zealand.

## Værker
- Diverse skoletegninger (1831-35, Kunstakademiets Samling af Arkitekturtegninger)
- Kopier efter tegninger af Karl Friedrich Schinkel, Berlin, bl.a. staldbygning til prins Albrechts palads, et kgl. pakhus (1830'erne)
- En del bygninger i Horten, Christiania (1840'erne)
- Forslag til Blindeinstitut, Kastelsvej 60, København (efter september 1856)
- Generalplan, Sjællandske Jernbane Selskab, Københavns Hovedbanegård
- Plan af Gammelholms Bebÿggelse og de derved nödvendige Forandringer med Hensyn til de tilstödende Bÿgninger og Grunde (1852, 1857)
- Samme, Nyholm, København
- Diverse bådehuse, kontor- og andre bygninger
- Projecteret Plan over Udvidelsen af Kjöbenhavn indtil Ferskvandssöerne (1857)
- Projekt til en ny frimurerloge i København (1858)

### Skriftlige arbejder
- Kjøbenhavns Udvidelse indtil Ferskvandssøerne. Med tilhørende Kort, 1858
- Skizzeret Project til en ny Frimurer-Loge Bygning i Kiöbenhavn, 1858.
- Practiske Regler for Muursteensforbandtet, 1871; tysk udgave samme år